# Estrela Dalva (banda)
Estrela Dalva foi uma banda de lambadão formada em 1985 no município de Poconé, no Mato Grosso. O primeiro nome da banda foi “Conjunto Estrela Dalva”.
Sua primeira formação era composto por: Moisés (guitarra), Ozenil (voz e teclado), Sebastião (bateria), Zé Moraes (voz), Remil (contrabaixo), Nino (trombone), Hudson (trompete), João Guilherme (percussão), Dionísio (guitarra) e Cezino.
O primeiro álbum foi gravado no estúdio Terra em 1998, após treze anos de existência da banda. O disco foi patrocinado pelo então empresário Júlio César Souza e vendeu mais de 40 mil cópias. A banda fez muito sucesso no final da década de 1990, quando o lambadão começou receber bastante destaque.